# Carpanthea
A Carpanthea a szegfűvirágúak (Caryophyllales) rendjébe, ezen belül a kristályvirágfélék (Aizoaceae) családjába tartozó nemzetség.

## Előfordulásuk
A Carpanthea-fajok természetes körülmények között kizárólag a Dél-afrikai Köztársaság területén találhatók meg, azonban az ember betelepítette az ausztráliai Új-Dél-Wales államba.

## Rendszerezés
A nemzetségbe az alábbi 2 faj tartozik:
- Carpanthea calendulacea (Haw.) L.Bolus
- Carpanthea pomeridiana (L.) N.E.Br. - típusfaj